# 방기초등학교
방기초등학교는 대한민국 울산광역시 울주군 삼남읍 방기리에 있는 초등학교다.

## 학교 연혁
- 1968년 10월 15일 개교